# José María de Mosquera
José María de Mosquera Figueroa y Arboleda Vergara (Popayán, Virreinato de la Nueva Granada, 12 de abril de 1752- Popayán,  Gran Colombia, 19 de junio de 1828) fue un militar y político neogranadino. Apodado por Simón Bolívar como “el primer ciudadano de América” y su familia, como la familia predilecta de El Libertador en toda la Gran Colombia.
Fue alcalde ordinario, regidor perpetuo y síndico procurador de Popayán, también gobernador de la provincia de Popayán en 1814, durante el proceso independentista de Colombia, en el cual participó y sobresalió.

## Biografía
Fue Alcalde ordinario de Popayán en 1791, síndico procurador en 1794 y regidor perpetuo en 1806. Manuel José Castrillón lo describía – como “hombre bueno y de sanas intenciones, pero que alimentaba afecciones simpáticas por el gobierno español”.Se vuelve el gobernador de la Provincia de Popayán de enero a octubre de 1814 después de la derrota de los realistas en la Batalla de Calibío durante la independencia de Colombia.
Es presionado por Antonio Nariño para ejercer la gobernación de Popayán en 1814, se conforma el gobierno provincial nombrando a Nariño como Gobernador, a José María como teniente gobernador y asesor de Santiago Arroyo.
Bolívar convence a los miembros de la familia Mosquera Arboleda en aceptar la república. En enero de 1822, José María le organizó una espléndida acogida a Simón Bolívar cuando llegó a Popayán, de camino a la Campaña del Sur. Es distinguido por Simón Bolívar como “el primer ciudadano de América” y su familia, como la familia predilecta de El Libertador en toda la Gran Colombia
José María le hace un préstamo de fondos a Simón Bolívar, consignando en la Tesorería de Guerra 80.000 pesos en onzas de oro, y El Libertador reconoció como un servicio distinguido este empréstito.

## Familia
Era hijo de José Patricio Mosquera y Prieto de Tobar y de María Teresa de Arboleda y Vergara. Se casó con María Manuela de Arboleda Arrechea, hermana del prócer Antonio María Arboleda. Era el padre Tomás Cipriano de Mosquera y de Joaquín Mosquera, presidentes de Colombia.
Era hermano de Marcelino de Mosquera y Figueroa y Joaquín de Mosquera y Figueroa, este último: ocupó el cargo de teniente general de la Gobernación de Popayán; oidor de las Reales Audiencias de Santa Fe, México y Caracas; ministro del Consejo de Indias; miembro de la Tercera Junta de Regencia en España durante el cautiverio del Rey Fernando VII como presidente de la Junta de Regencia española, le correspondió sancionar la Constitución expedida por las Cortes de Cádiz en 1812.
Era el patriarca de las familias Mosquera y Arboleda, como tal actuaba en las negociaciones matrimoniales para extender alianzas con otras familias de la aristocracia de la época y para extender los linajes, práctica común en Latinoamérica, donde se privilegiaban los intereses sociales y económicos sobre los personales. El patriarca actuaba como cabeza del clan, y garantizaba la protección de los miembros de la familia, les buscaba enlaces matrimoniales y tenía gran estatus en la aristocracia caucana de aquella época. Las relaciones endogámicas entre las familias Mosquera y Arboleda han sido estudiadas en varias ocasiones, muestra tres generaciones de parientes casándose entre sí y amasando poder político y económico, en la construcción de un sistema de jerarquías usado por las élites basado en la descendencia para poder acceder a encomiendas, extensión de impuestos, acceso a la tierra y a la propiedad, a puestos en los cabildos e iglesias, y para acceder a títulos nobiliarios o de hidalguía, así que José María tuvo gran influencia en el porvenir de sus descendencia.

## Homenajes
En Colombia existen recuerdos duraderos de su patriotismo en templos, hospitales, cárceles, colegios y caminos.